# Afina preslikava
Afina preslikava ali afina transformacija je preslikava med vektorskima prostoroma, ki je kompozitum linearne transformacije in translacije:
{\displaystyle \mathbf {x} \mapsto \mathbf {A} \mathbf {x} +\mathbf {b} .}